# Лэмб, Уиллис Юджин
Уиллис Юджин Лэмб (англ. Willis Eugene Lamb; 12 июля 1913, Лос-Анджелес, США — 15 мая 2008, Тусон, США) — американский физик, лауреат Нобелевской премии по физике в 1955 г. (половина премии «за открытия, связанные с тонкой структурой спектра водорода»).
Член Национальной академии наук США (1954).

## Биография
Уиллис Юджин Лэмб младший родился в семье телефонного техника Уиллиса Юджина Лэмба и его жены Марии Хелен Меткалф. В 1930 году приступил к изучению физики в Калифорнийском университете в Беркли. Окончил университет в 1934 году со степенью бакалавра. В 1938 году, под руководством Роберта Оппенгеймера, защитил диссертацию по теме электромагнитных свойств ядерных систем. После защиты работал в Колумбийском университете и в 1945 году стал ассистентом профессора, в 1947 году — ассоциированным профессором и в 1948 году — профессором. В 1951 году перешёл в Стэнфордский университет в Калифорнии. В 1954/55 учебном году — приглашённый лектор в Гарвардском университете. С 1956 до 1962 год — профессор физики в Оксфордском университете, а затем в Йельском университете в Нью-Хэвене. После 1974 года Лэмб — профессор Аризонского университета.
В 1939 году Лэмб женился на немецкой студентке Урсуле Шэфер.

## Достижения
Лэмб занимался взаимодействием нейтронов с материей, теорией поля атомного ядра, теорией бета-распада, космическим излучением, рождением пар частица-античастица, явлением упорядочивания, квадрупольными эффектами в молекулах, диамагнитными поправками в экспериментах по ядерному резонансу. Кроме того он участвовал в разработке и построению теории магнетрона, теорией микроволновой спектроскопии, изучению тонкой структуры водорода, дейтерия и гелия, а также смещением уровней энергии за счёт электродинамических эффектов. Внес решающий вклад в создание полуклассической теории многомодовой генерации в газовом лазере, часто называемой теорией Лэмба. Именем Лэмба названы также Лэмбовский сдвиг и провал Лэмба.
В 1955 году Лэмб получил половину Нобелевской премии по физике «за открытия, связанные с тонкой структурой спектра водорода». Вторую половину премию получил Поликарп Куш «за точное определение магнитного момента электрона».
Умер 15 мая 2008 года в городе Тусон, США.

## Награды
- Премия Румфорда, Американская академия искусств и наук, 1953
- Нобелевская премия по физике, 1955
- Медаль и премия Гутри, 1958
- Национальная научная медаль США, 2000

Лэмб был членом Национальной академии наук США, Международной академии наук и Американского физического общества.

## Память
В честь Лэмба учреждена Премия Уиллиса Лэмба.